# Rick de Gier
Rick de Gier (1979) is een Nederlandse film- en cultuurjournalist (werkzaam voor o.a. VPRO, EO, Radio 1 en De Correspondent), singer-songwriter en romanschrijver.

## Artistieke loopbaan
De Gier was van 2006 - 2013 zanger/songwriter van de indie-rockband Ponoka, vernoemd naar de Canadese plaats Ponoka waar hij als kind woonde. Hij maakte vier albums met de groep, waarvan de laatste twee gecombineerd werden uitgegeven met een boek van zijn hand. 
In september 2025 verschijnt zijn Nederlandstalige solodebuutalbum: Vliegtuigsporen boven Houten. Een muzikaal portret van het dorp waar hij als tiener woonde, bestaand uit 13 synthpopliedjes.
Rick de Giers romandebuut Nineve (2011) stond op de longlist voor de Academica Debutantenprijs 2012, een prijs voor het beste romandebuut uit het voorgaande jaar. De roman werd beoordeeld met vier sterren in onder andere NRC Handelsblad, de Volkskrant en het Nederlands Dagblad, en werd tevens opgenomen in de CLO 15, een canon voor literatuur met een christelijke thematiek. De hoofdpersoon is namelijk een jongen die opgroeit in een evangelisch milieu en o.a. door zijn muzieksmaak in conflict komt met zijn opvoeding. Bijzonder aan de uitgave is dat bij de roman een cd is gevoegd (van de band Ponoka) met voor elk hoofdstuk een bijpassend liedje.
In 2013 verscheen de verhalenbundel Verdwaald in Ponoka, net als Nineve een multimediaal project: het bovek bevat verhalen over De Giers jeugd in het Canadese Ponoka, foto's gemaakt door zijn zus Marian de Gier, en weer een compleet muziekalbum uitgevoerd door de band Ponoka.
In 2025, na ruim tien jaar stilte, verscheen Vliegtuigsporen boven Houten, een Nederlandstalig album, gewijd aan zijn tienerjaren in de plaats Houten, vol net gestichte nieuwbouwwijken.

## Persoonlijk
De Gier is getrouwd, heeft twee kinderen en woont in Utrecht.

## Discografie
- Hindsight (2007, Volkoren/Munich)
- Built to Fly (2009, Volkoren/Munich)
- Outtakes from the Revival Songbook (2011, Brandaan/Volkoren/Munich, gecombineerd uitgegeven met de roman Nineve)
- Lost in Ponoka (2013, Brandaan/Volkoren/Munich, gecombineerd uitgegeven met de verhalenbundel/fotoboek Verdwaald in Ponoka)
- Vliegtuigsporen boven Houten (2025, Volkoren)